# پیتر فرانکل (دونده)
پیتر فرانکل (آلمانی: Peter Frenkel؛ زادهٔ ۱۳ مهٔ ۱۹۳۹) دونده دو پیاده‌روی سرعت اهل آلمان بود.